# Sinfonietta (Moeran)
Ernest John Moeran voltooide zijn Sinfonietta in 1945. 
Moeran had grote problemen om zijn Symfonie in g mineur voltooid te krijgen; hij deed er dertien jaar over. Om dan aan een tweede symfonie te beginnen was te veel gevraagd. Hij schreef van juli 1943 tot en met januari 1945 aan deze kleine symfonie, een sinfonietta. Het kleine zit in zowel een kleiner orkest als een kortere tijdsduur als slechts drie delen. Pas laten zou blijken dat hij van 1939 al aan het werk zou zijn met zijn tweede symfonie, de Symfonie in Es majeur, maar die zou nooit voltooid worden.
De sinfonietta is voor Britse musici interessant. Moeran was zowel van Britse als Ierse komaf, de sinfonietta is daarbij deels in Engeland (Kington (Herefordshire) (delen 1 en 2) en Ierse County Kerry geschreven (deel 3).
De drie delen luiden:
- Allegro con brio
- Thema met variaties
- Allegro moderato

De première was weggelegd voor tijdens een radio-uitzending door John Barbirolli met het BBC Symphony Orchestra. Daarna bracht Thomas Beecham het een aantal keren op de lessenaar. De componist dirigeerde zelf de definitieve versie pas in 1946 in Cheltenham.
Discografie:
- Chandos: Norman del Mar met het Bournemouth Sinfonietta
- Eigen beheer: Thomas Beecham met BBC Symphony Orchestra
- Lyrita Records: Adrian Boult met het London Philharmonic Orchestra
- Naxos: David Lloyd-Jones met het Bournemouth Symphony Orchestra.